# De schat van de Oranje

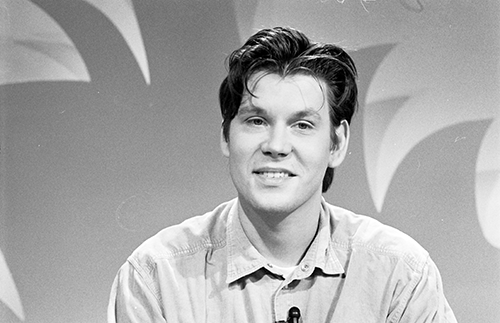
Presentator en voice-over Erik van der Hoff.

De schat van de Oranje is een Nederlands televisieprogramma dat werd uitgezonden door SBS6. Het draait om 13 Bekende Nederlanders die een schat zoeken op een onbewoond eiland, waarbij elke aflevering kandidaten afvallen. Het wordt gepresenteerd door Erik van der Hoff.

## Seizoenen
| Seizoen: | Start         | Einde       | Winnaar          | Presentatie       |
| -------- | ------------- | ----------- | ---------------- | ----------------- |
| 1 - 2012 | 30 maart 2012 | 1 juni 2012 | Nadia Poeschmann | Erik van der Hoff |

## Deelnemers

#### Team Erasmus
| Kandidaat:         | Bijzonderheden:                                       |
| ------------------ | ----------------------------------------------------- |
| Babette van Veen   | Verliezend finalist, kapitein aflevering 3-5          |
| Janice             | Verliezend finalist, komt uit andere team             |
| Euvgenia Parakhina | Afvaller 9, kapitein aflevering 6                     |
| Thomas Berge       | Afvaller 6, komt uit andere team                      |
| Marloes Coenen     | Afvaller 5, Vervangend kapitein, komt uit andere team |
| Prinses Inge       | Afvaller 2                                            |
| Horace Cohen       | Afvaller 1                                            |

#### Team Nassau
| Kandidaat:       | Bijzonderheden:                                                                |
| ---------------- | ------------------------------------------------------------------------------ |
| Mark Huizinga    | Afvaller 8, kapitein aflevering 1-5                                            |
| Nadia Poeschmann | Winnaar, kapitein aflevering 1-2 (Erasmus) en 6 (Nassau), komt uit andere team |
| Emile Ratelband  | Afvaller 10, extra kandidaat, komt uit andere team                             |
| Hugo Metsers     | Afvaller 7, komt uit andere team                                               |
| Rob Geus         | Afvaller 4, komt uit andere team                                               |
| Liza Sips        | Afvaller 3                                                                     |

## Eliminatie
Aan het einde van elke aflevering vindt de eliminatieronde plaats. Beide teams wijzen door middel van een geheime stemming een teamlid aan voor nominatie. De twee genomineerden moeten al hun verzamelde informatie gebruiken om niet naar huis te hoeven. Degene die het verst van de locatie van de schat af zit, moet vertrekken. De gegevens van zijn of haar schatkaart mogen worden overgenomen door de tegenstander die ondanks de nominatie verder mag in het spel. Daarna wordt de kaart verbrand.
| Plaats | Naam         | Team 1  | Team 2  | 1   | 2   | 3   | 4   | 5   | 6   | 7   | 8   | 9   | 10        |
| ------ | ------------ | ------- | ------- | --- | --- | --- | --- | --- | --- | --- | --- | --- | --------- |
| 1      | Nadia        | Erasmus | Nassau  | IN  | IN  | WIN | IN  | BTM | WIN | IN  | IMM | WIN | WINNARES  |
| 2      | Babette      | Erasmus | Erasmus | IN  | IN  | WIN | WIN | IN  | IN  | IN  | IN  | IMM | Runner Up |
| 2      | Janice       | Nassau  | Erasmus | WIN | WIN | IMM | IMM | IN  | IN  | IMM | IN  | IN  | Runner Up |
| 4      | Emile        | Erasmus | Nassau  | IMM | IMM | BTM | IN  | WIN | WIN | IMM | BTM | OUT |           |
| 5      | Euvgenia     | Nassau  | Erasmus | WIN | BTM | IMM | WIN | IN  | IMM | IN  | IMM | OUT |           |
| 6      | Mark         | Nassau  | Nassau  | WIN | WIN | IMM | IN  | WIN | WIN | BTM | OUT |     |           |
| 7      | Hugo         | Erasmus | Nassau  | IN  | IMM | WIN | IN  | IMM | BTM | OUT |     |     |           |
| 8      | Thomas       | Nassau  | Erasmus | WIN | WIN | IMM | BTM | IN  | OUT |     |     |     |           |
| 9      | Marloes      | Nassau  | Erasmus | WIN | WIN | IN  | WIN | OUT |     |     |     |     |           |
| 10     | Rob          | Erasmus | Nassau  | IN  | IN  | IMM | OUT |     |     |     |     |     |           |
| 11     | Liza         | Nassau  | -       | WIN | WIN | OUT |     |     |     |     |     |     |           |
| 12     | Prinses Inge | Erasmus | -       | IN  | OUT |     |     |     |     |     |     |     |           |
| 13     | Horace       | Erasmus | -       | OUT |     |     |     |     |     |     |     |     |           |

Legenda
 Deze deelnemer behoort tot Team Nassau.
 Deze deelnemer behoort tot Team Erasmus.
 (WIN) Deze deelnemer won een prijs (evt. in groepsverband).
 (IMM) Deze deelnemer won immuniteit.
 (BTM) Blijft in het spel, na eerst weggestemd te zijn.
 (IN) Deze deelnemer verloor de groepsopdracht, maar werd niet geëlimineerd.
 (OUT) Deze deelnemer werd geëlimineerd.

## Kijkcijfers
| Aflevering: | Datum:        | Kijkcijfers: | Kdh: | Plek |
| ----------- | ------------- | ------------ | ---- | ---- |
| 1           | 30 maart 2012 | 772.000      | 10,2 | 19   |
| 2           | 6 april 2012  | 545.000      | 7,5  | 23   |
| 3           | 13 april 2012 | 558.000      | 8,2  | 21   |
| 4           | 20 april 2012 | 440.000      | 6,4  | >25  |
| 5           | 27 april 2012 | 495.000      | 3,2  | >25  |
| 6           | 4 mei 2012    | 405.000      | 2,6  | >25  |
| 7           | 11 mei 2012   | 417.000      | 2,7  | >25  |
| 8           | 18 mei 2012   | 503.000      | 3,3  | >25  |
| 9           | 25 mei 2012   | 271.000      | 1,8  | >25  |
| 10          | 1 juni 2012   | 471.000      | 3,1  | 22   |